# 生态博物馆
生态博物馆，又稱環境博物館，是在原来的地理、社会和文化条件中保存和介绍人类群体生存状态的博物馆。

## 概念
最早由法國博物館學者瓦寅在1971年格勒诺布尔舉辦的博物館會議中提出，其概念包括「人」及「生活居所」或是「環境」、「地域」，並加配合居民的參與，以傳達自然環境與人類之間的密切關係，随后诞生了法国克勒索蒙特索矿区生态博物馆为代表的第一批生态博物馆。
生態博物館與戶外博物館非常類似，但戶外博物館主要目的在於收藏民族傳統建築於自然景觀之中，因此常會以自然園區的形式來收藏民族的傳統建築。

## 地域發展
全世界最多曾有300多家生态博物馆。大部分分布在欧洲、拉丁美洲和北美。

### 中國大陸
中国大陆最早建立的生态博物馆是1995年贵州省人民政府邀请中国博物馆学会常务理事著名博物馆学家苏东海教授和挪威著名生态博物馆学家约翰·杰斯特隆同贵州省博物馆专家一起在贵州考察后建立的六枝梭戛乡生态博物馆 ，保护一支只有4000多人的民族苗族-长角苗。此后为保存少数民族文化和民族文化的多元性，生态博物馆如雨后春笋一般地在中国建立起来。

### 台灣
在台湾大多是採用其理論而成立的「類博物館」或是由一塊區域的博物館所組成「家族聯盟」，例如新北市立黃金博物館、宜蘭縣以蘭陽博物館為首的蘭博家族，而「生態博物館」為名的博物館直到桃園市立大溪木藝生態博物館於2015年才成立。